# تاكانوري غومي
تاكانوري غومي (باليابانية: 五味隆典؛ مواليد 22 سبتمبر 1978) هو مُقاتل فنون قتالية مختلطة ياباني سابق.

## وصلات خارجية
- تاكانوري غومي على موقع يو إف سي (الإنجليزية)
- تاكانوري غومي على موقع شيردوغ (الإنجليزية)
- تاكانوري غومي على موقع Tapology.com (الإنجليزية)
- تاكانوري غومي على موقع IMDb (الإنجليزية)
- تاكانوري غومي على موقع قاعدة بيانات الفيلم (الإنجليزية)